# 1651 Behrens
1651 Behrens је астероид главног астероидног појаса чија средња удаљеност од Сунца износи 2,179 астрономских јединица (АЈ).
Апсолутна магнитуда астероида је 12,1.